# Hôpital Broca
El Hôpital Broca es un hospital de Assistance publique – Hôpitaux de Paris (AP-HP) especializado en gerontología clínica en 54-56 rue Pascal en el XIII Distrito de París.
Debe su nombre a Paul Broca (1824–1880), un médico, neuroanatomista, cirujano y antropólogo.
Fue fundado en 1832.